# Versatile Records
Versatile Records est un label français de musique, créé en 1996 par Gilbert Cohen, plus connu sous le pseudonyme de DJ Gilb'R.

## Artistes
- Gilb'R
- I:Cube
- Aladdin
- Zombie Zombie
- Joakim
- Étienne Jaumet
- Château Flight
- Dj Prins Thomas
- The Big Crunch Theory
- Pépé Bradock
- John Cravache

## Référence
1. ↑  Sirene (registre national des sociétés).
2. ↑  « Versatile - 15 ans en 15 Souvenirs, ou Presque », sur Brain Magazine, 10 novembre 2011 (consulté le 20 décembre 2012)